# Birecik
Birecik este un oraș din Turcia.